# Charles Taylor (filosof)
Charles Margrave Taylor, född 5 november 1931 i Montréal, är en kanadensisk filosof som är mest känd för sina tankar om identitet i en mångkulturell västvärld framförda i bland annat boken Det mångkulturella samhället. Taylor är professor emeritus vid McGill University.